# Сікст IV
Сікст IV (лат. Sixtus PP. IV, Франческо делла Ровере, італ. Francesco della Rovere; 21 липня 1414, Челле-Лігуре біля Савона — 12 серпня 1484, Рим) — 212-ий папа римський, понтифікат якого тривав з 9 серпня 1471 до 12 серпня 1484 року.

## Життя
Франческо походив з бідної сім'ї з Лігурії. Прізвище делла Ровере взяв пізніше від однієї сім'ї з Турину, з якою, однак, не мав родинних зв'язків. Ровере — значить дуб, якого разом з жолудями і зображено на його гербі, а також на гербі його племінника Юлія II. В юному віці відданий під духовну опіку, згодом вступив до францисканців. Потім вивчав філософію і теологію в Болоньї, К'єрі, Падуї та Савоні.
14 квітня 1444 року отримав титул доктора теології в університеті Падуї. Далі займався викладанням: читав лекції в Болоньї, Флоренції, Падуї, Сієні.
19 травня 1464 року за заслуги на ниві викладацької роботи його обрали генеральним міністром ордену францисканців. 18 вересня 1467 року висвячений папою Павлом II кардиналом і покликаний до Риму в Курію. 19 травня 1469 року пішов у відставку з усіх постів в ордені, аби зосередитися на роботі в Курії. У цей час написав теологічні трактати: De potentia Dei та De sanguine Christi.

## Понтифікат

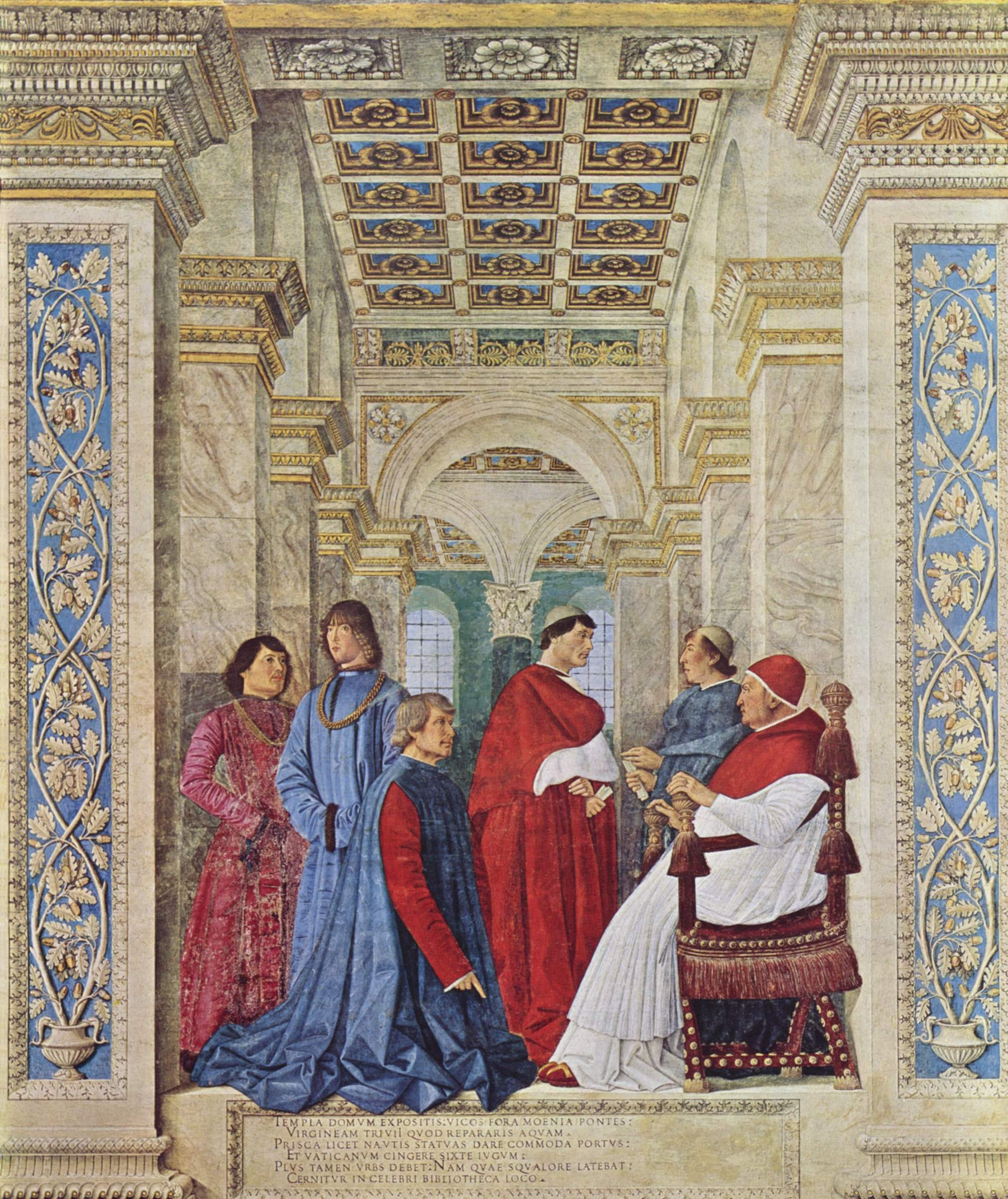
Папа Сікст IV призначає Платіна в грецькому залі Ватикану керівником бібліотеки. (Фреска Мелоццо да Форлі, бл. 1477

9 серпня 1471 року несподівано вибраний на триденному конклаві новим папою. Обрав собі ім'я мученика Сікста II, в день якого почався конклав. Під час його понтифікату швидко виявилося, що цей папа був непотистом. За свій 13-річний понтифікат висвятив 34 кардинали, шестеро з яких були членами його родини. Інших кардиналів призначав винятково керуючись господарською та політичною необхідністю. Так були висвячені кардиналами як представники дворів Франції, Кастилії, Португалії, Неаполя, Мілана, так і аристократичних родин Ґенуї та Венеції. Наслідком такої політики стали локальні військові конфлікти папської сім'ї, що тривали аж до Луї XI.
У 1475 році почав підготовку до реформи календаря, запросивши відомого астронома та математика Йоганна Мюллера (1436—1476). У 1476 Сікст IV увів свято непорочного зачаття.

## Культурні і теологічні діяння
У 1475-1483 роках за ініціативою Сікста IV у Ватикані побудована і 15 серпня 1483 року освячена капела, яка носить його ім'я — Сікстинська капела. З його ініціативи в Римі відкрили перший у світі публічний музей — капітолійський.
У 1478 році Сікст IV визначив недійсним декрет Констанцького собору, який визначав перевагу рішень соборів перед папськими декретами. У 1478 році опублікував у своїй буллі норми, які визначали межі діяльності інквізиції, підпорядковуючи її управлінню великого інквізитора, першим з яких був домініканець Томас Торквемада. Там же підтвердив легальність Іспанської інквізиції, заснованої іспанською королівською парою Фернандо Арагонським та Ізабеллою Кастильською.
1482 року канонізував середньовічного теолога Бонавентуру.

### Зв'язки з Україною
Українське духовенство в той час підтримувало добрі стосунки з папою Сікстом IV. До нашого часу дійшов лист 1476 року «Посольство до папи Римського Сікста IV від духовенства, і від князів, і від панів руських» — це послання, складене Якубом, писарем Великого князівства Литовського, та підскарбієм найвищим земським Іоанном. Його підписали також вибраний на київського митрополита Мисаїл, архімандрит Києво-Печерської лаври Іоанн і низка інших духовних і світських діячів України, Литви та Білорусі. У листі укладачі запевняють папу, що дотримуються Флорентійської унії та прохають захистити їх від сваволі місцевої римо-католицької ієрархії.
Середньовічний український освітянин Юрій Дрогобич присвятив папі Сіксту IV свою працю «Прогностична оцінка поточного 1483 року» (Iudicium prenosticon Anni MCCCCLXXX III currentis).